# Paul Cornu

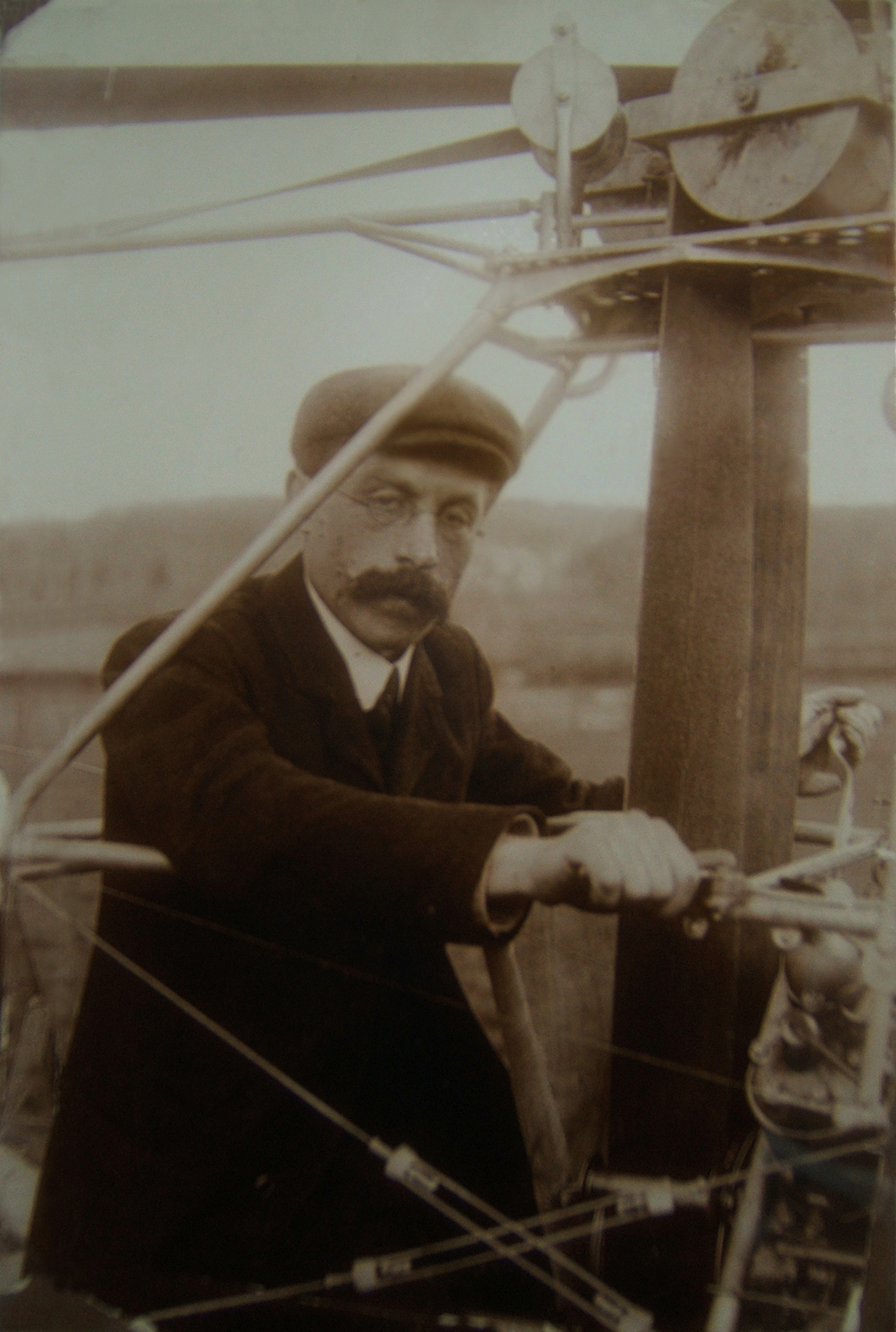
Paul Cornu

Paul Cornu (* 15. Juni 1881 in Glos-la-Ferrière, Département Orne, Frankreich; † 6. Juni 1944 in Lisieux) war ein französischer Ingenieur, der eigentlich Fahrräder herstellte.

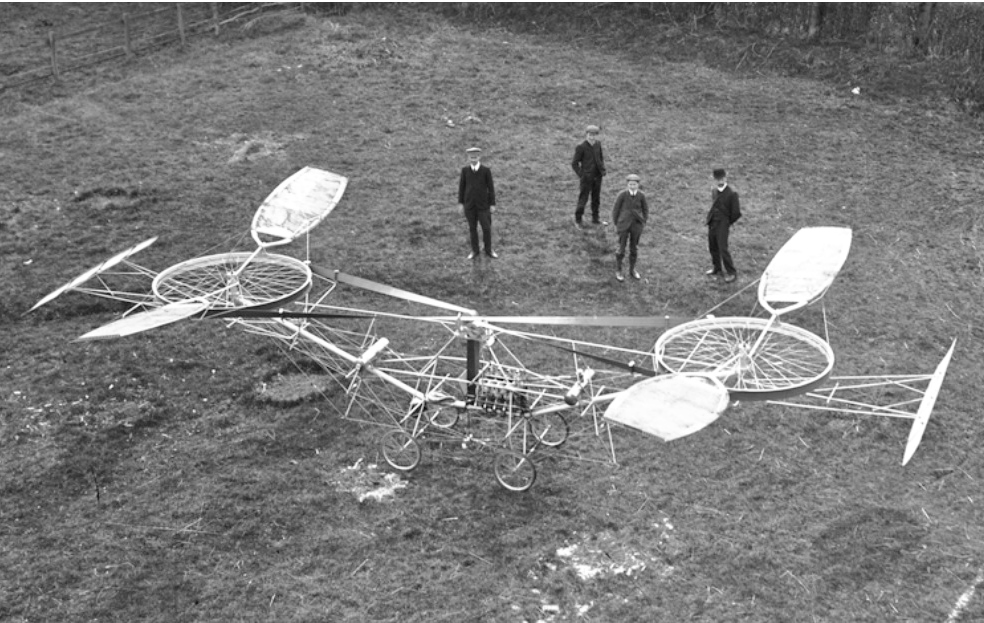
Cornu Nr. II (1907)

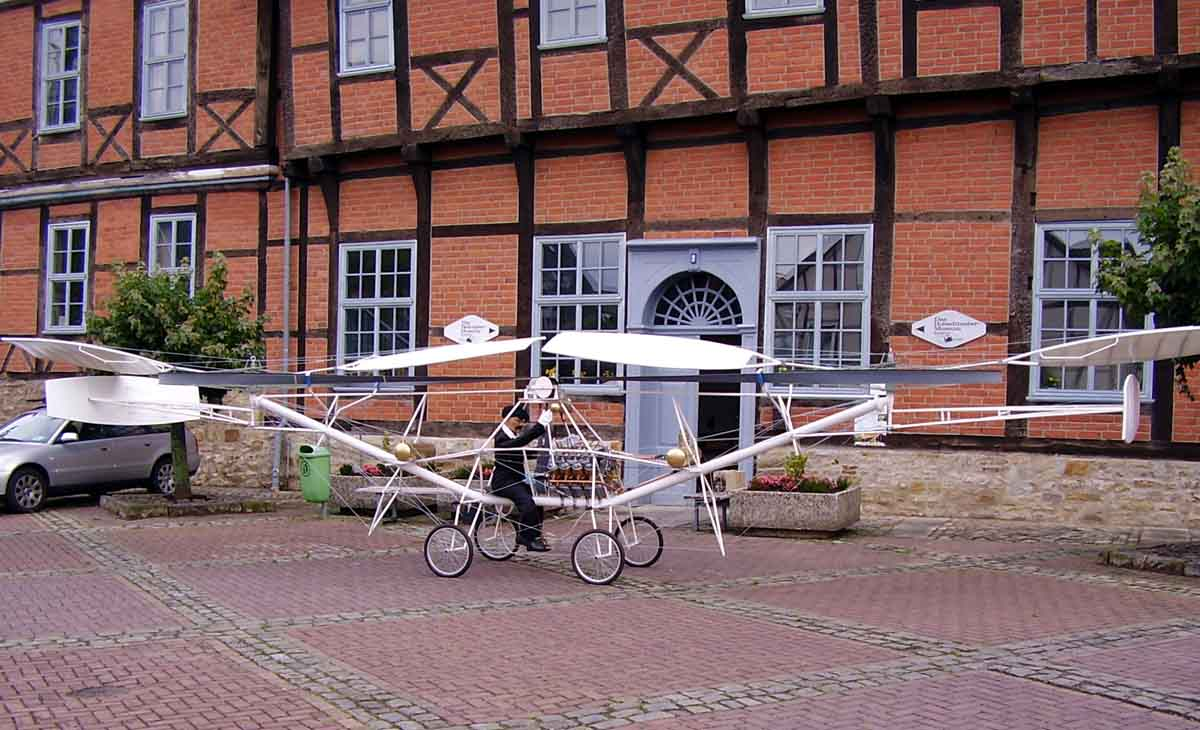
Nachbau des ersten in der Drehflüglergeschichte vom Boden abgehobenen, bemannten Hubschraubers Cornu Nr. II vor dem Eingang des Hubschraubermuseums Bückeburg

Cornu entwickelte den weltweit ersten bemannten Hubschrauber, Cornu Nr. II, fliegendes Fahrrad genannt. Bei dem Erstflug am 13. November 1907 in Lisieux erreichte er eine Höhe von etwa 30 cm und 20 Sekunden Flugzeit.
Der 260 kg schwere Hubschrauber wurde dabei von einem V8-Ottomotor der Société Antoinette mit 24 PS Leistung angetrieben, der über eine zentrale Achse mittels Riemen zwei gegenläufige Drehflügel antrieb. Diese Bauweise, bei der sich die Drehmomente der beiden Rotoren ausgleichen, wurde später als Tandem-Konfiguration bei einer Reihe von Hubschraubern eingesetzt.
Das fliegende Fahrrad erwies sich jedoch als nicht steuerbar und so wurde es nach ein paar Flügen aufgegeben.
Zuvor hatte es ein weiterer französischer Hubschrauber, der Bréguet-Richet I, geschafft, durch seine eigene Leistung abzuheben – da er aber von Männern am Boden in Position gehalten wurde, gilt Cornus Flug als erster freier Flug eines Hubschraubers.
Cornu starb am 6. Juni 1944, als sein Haus während der Bombardierung zur Landung in der Normandie, der Operation Overlord, zerstört wurde. Ihm zu Ehren ist der Mount Cornu benannt, ein Berg im Norden der Antarktischen Halbinsel.

## Nachbau
Anlässlich des 100. Jahrestages des Erstfluges von Paul Cornu am 13. November 2007 wurde im Hubschraubermuseum Bückeburg ein nicht flugfähiger Nachbau des Cornu Nr. II in Originalgröße fertiggestellt und in die Dauerausstellung des Museums übernommen.